# Římskokatolická farnost Obyčtov
Římskokatolická farnost Obyčtov je územním společenstvím římských katolíků v rámci žďárského děkanství brněnské diecéze s farním kostelem Navštívení Panny Marie.

## Historie farnosti
Původní kostel byl vystavěn před rokem 1234 – dle pověsti Mikulášem Smilem, pánem z Obyčtova. Od počátku byl místem poutním, zasvěcený byl Panně Marii. Kostel byl spojen s farou. Historicky doloženou duchovní správu zde vedli kněží johanitského řádu ze Starého Brna, od roku 1516 cisterciáci a v letech 1550–1625 protestanti. Ve třicetileté válce (1618–1648) byl kostel patrně velmi poškozen nebo vypálen, roku 1672 však byl znovu vysvěcen, duchovní správa byla obstarávána ze Žďáru nad Sázavou.
Nový kostel byl vystavěn na místě starého rozhodnutím opata žďárského cisterciáckého kláštera Václava Vejmluvy kolem roku 1734. Mohutná věž byla po zboření původní sakristie vystavěna až v roce 1798, stejně jako márnice a hřbitovní zeď kolem kostela. Dvě boční kaple u presbytáře byly roku 1829 zbořeny, opět vystavěny v roce 1964. Duchovní správa zde byla znovu obnovena v roce 1784. 

## Duchovní správci
V letech 1979–2007 farnost spravoval jezuita Josef Hložek, SJ. Farářem je od 1. srpna 2007 R. D. Mgr. František Koukal, který zároveň spravuje excurrendo farnost Ostrov nad Oslavou.

## Bohoslužby
| Kostel                 | Místo   | Bohoslužba (den)                   | Hodina                               | Poznámka     |
| ---------------------- | ------- | ---------------------------------- | ------------------------------------ | ------------ |
| Navštívení Panny Marie | Obyčtov | neděle pondělí úterý středa sobota | 10.00 18.00 (zima)/18.30 (léto) 8.00 | farní kostel |
| Panny Marie Bolestné   | Vatín   | středa                             | 17.00                                | kaple        |

## Aktivity ve farnosti
Dnem vzájemných modliteb farností za bohoslovce a bohoslovců za farnosti brněnské diecéze je 17. duben. Adorační den připadá na nejbližší neděli po 30. květnu.
Ve farnosti se pořádá tříkrálová sbírka. V roce 2016 se při sbírce vybralo 13 075 korun. 

## Primice
Ve farnosti slavil primiční mši svatou 2. července 2014 R. D. Tomáš Šíma. 